# Erlotinibe
Erlotinibe, utilizado na forma de cloridrato é um  fármaco utilizado no tratamento de cancro de pulmão.

## Mecanismo de ação
Tem ação inibitória na fosforilação intracelular (HER1/EGFR).